# Wolfgang Bordel (Theaterintendant)
Wolfgang Bordel (* 21. Januar 1951 in Halle (Saale); † 28. Oktober 2022) war ein deutscher Theaterintendant.

## Leben
Bordel wuchs in Halle auf. Nach einer Lehre als Lokomotivschlosser absolvierte er dort eine Berufsausbildung mit Abitur als Triebfahrzeug-Elektriker. 1970 begann er ein Physikstudium an der Wilhelm-Pieck-Universität Rostock, das er 1974 mit Diplom beendete. Anschließend studierte er Philosophie an der Berliner Humboldt-Universität. 1979 promovierte Wolfgang Bordel dort mit dem Thema „Philosophische Fragen der Naturwissenschaften“. Anschließend war er an der Berliner Akademie der Wissenschaften mit der „mathematischen Modellierung von Wissenschaftsprozessen“ beschäftigt.
Auf der Suche nach einem Bauernhaus kam Bordel 1978 nach Anklam und wurde ganz in der Nähe fündig. Sein Hof entwickelte sich in wenigen Monaten zu einer Art DDR-„Landkommune“. „Dr. Wolfgang Bordel und Freunde“ lautet bis heute der Telefonbucheintrag und die Adresse „Frei im Felde“ ist zutreffend selbsterfunden.
Seine eigentliche Leidenschaft aber war das Theater. Bereits während der Lehre spielte er am Arbeitertheater seiner Heimatstadt Halle (ab 1967); an der Universität Rostock leitete er ab 1972 das Studententheater, an der Humboldt-Universität gründete er gemeinsam mit Anderen 1975 das Arbeiter- und Studententheater AST, das er bis in die frühen 1980er Jahre führte. Zeitweilig war der einzige „Arbeiter“ allerdings Wolfgang Bordel selbst, wie er später selbstironisch anmerkte. Dort stand unter anderem der Physikstudent Bernd Lukasch auf der Bühne, der mit Bordel in dessen Schmatziner „Kommune“ zusammenlebte und heute Direktor des Anklamer Otto-Lilienthal-Museums ist.
Mit dem Arbeiter- und Studententheater entwickelte Wolfgang Bordel seine konzeptionellen Vorstellungen zum „Theater“. Er bevorzugte von Anfang an Burlesken und Komödien, setzte vor allem darauf, dass das Publikum lachen müsse; meist ohne wirklich zu wissen, warum es lache. Als „Macher“ der Studentenbühne stellte er sich bereits in dieser Zeit vor seine Mitstreiter im Studententheater, wenn es Probleme mit der Administration – zum Beispiel der Kulturabteilung der Humboldt-Universität – gab. Einer der größten Erfolge des Theaters AST war 1979 die Teilnahme an einem DDR-weiten Wettbewerb aller Studententheater in Leipzig.
1983 wurde Bordel Intendant des „Theaters Anklam“. Dort bildete er das von staatlicher Seite gewünschte Gegengewicht zum rebellischen Regisseur und Oberspielleiter Frank Castorf, dessen Arbeiten vom Anklamer Publikum nicht angenommen wurden. 1985 verließ Castorf das Haus und Bordel holte die Bevölkerung mit Komödien und derben Stücken zurück ins Theater. „Mir ist es egal, ob wir in Berlin rezensiert werden“, war und blieb sein Motto, „die Anklamer sollen es gut finden.“ (Berliner Zeitung vom 12. Juli 2001)
Als dem Haus nach der Wende ein schnelles Ende vorausgesagt wurde, widersprach Bordel. Er betrieb die Privatisierung des Theaters und dessen Umwandlung zur Vorpommerschen Landesbühne, deren Intendant und Geschäftsführer er ab 1993 war. In den weiteren Jahren expandierte das Haus, indem Bordel aus der Verwurzelung in der Region ein Modell machte: Nach weiteren Spielstätten in Anklam, Heringsdorf („Chapeau Rouge ~ Das Theaterzelt“), Zinnowitz („Vineta-Festspiele“ & „Blechbüchse“) und Barth („Barther Boddenbühne“) gründete er im Jahr 2000 die Theaterakademie Vorpommern auf Usedom. Bis heute gilt er als erfolgreichster „Kulturunternehmer“ der Region.
Ab der Spielzeit 2012/2013 übernahm Wolfgang Bordel zusätzlich das Amt des Schauspieldirektors in der Theater und Orchester GmbH Neubrandenburg/Neustrelitz. Dadurch wurde die Kooperation zwischen den Theaterstandorten Anklam und Neubrandenburg/Neustrelitz verstärkt.
Auch politisch war Bordel aktiv: Zur Wendezeit hielt er Protestveranstaltungen im Theater ab und stand mit an der Spitze des Demonstrationszuges, der die örtliche Stasidienststelle besetzte. 1990 trat er als PDS-Kandidat für den Kreistag an. Im Jahr 2002 versuchte er als Vertreter der Unabhängigen Bürgerliste (UBL 94) vergeblich, Bürgermeister der Stadt Anklam zu werden, erreichte mit 12,78 Prozent jedoch ein respektables Ergebnis.
Bis zu seinem altersbedingten Rückzug aus der Intendanz 2019 stand Bordel 36 Jahre an der Spitze des Theaters Anklam und war nach Angaben des Bühnenvereins bis dahin dienstältester Intendant Deutschlands. Für sein langjähriges Schaffen wurde er 2020 mit dem Kulturpreis des Landes Mecklenburg-Vorpommern ausgezeichnet. Als Regisseur und Leiter der Theaterakademie war er weiterhin tätig. 
Wolfgang Bordel lebte mit seiner Lebensgefährtin, der Journalistin Martina Krüger, zuletzt auf seinem Hof in der Nähe von Anklam. Er hinterlässt zudem zwei Kinder.

## Auszeichnungen
- 2012: Tourismuspreis Mecklenburg-Vorpommern
- 2020: Kulturpreis des Landes Mecklenburg-Vorpommern